# Дризева къща
Дризева къща (на гръцки: Δρίζειο μέγαρο) е емблематично имение в град Кожани, Гърция.

## Местоположение
Зданието е разположено в центъра на града.

## История
Сградата е построена от Константинос Дризис през 1906 година. В архитектурно отношение е неокласическа сграда с елементи, които наподобяват архитектурата на кралски дворци, особено в задната част на сградата. През юли 1907 година Константинос Дризис го дарява на общината, за да служи като болница. След като гръцката армия влиза в Кожани на 11 октомври 1912 година, крал Георгиос I посещава града и отсяда в имението. В тази къща е издигната и първата статуя в чест на Елевтериос Венизелос.
Градината на имението е оформена като дворцов парк.